# Куна Пељешка
Куна Пељешка је насељено место у саставу општине Оребић, на полуострву Пељешцу, Дубровачко-неретванска жупанија, Република Хрватска.

## Историја
До територијалне реорганизације у Хрватској налазила се у саставу старе општине Дубровник.

## Становништво
На попису становништва 2011. године, Куна Пељешка је имала 223 становника.
| Број становника по пописима | Број становника по пописима | Број становника по пописима | Број становника по пописима | Број становника по пописима | Број становника по пописима | Број становника по пописима | Број становника по пописима | Број становника по пописима | Број становника по пописима | Број становника по пописима | Број становника по пописима | Број становника по пописима | Број становника по пописима | Број становника по пописима | Број становника по пописима |
| --------------------------- | --------------------------- | --------------------------- | --------------------------- | --------------------------- | --------------------------- | --------------------------- | --------------------------- | --------------------------- | --------------------------- | --------------------------- | --------------------------- | --------------------------- | --------------------------- | --------------------------- | --------------------------- |
| 1857                        | 1869                        | 1880                        | 1890                        | 1900                        | 1910                        | 1921                        | 1931                        | 1948                        | 1953                        | 1961                        | 1971                        | 1981                        | 1991                        | 2001                        | 2011                        |
| 384                         | 370                         | 400                         | 438                         | 479                         | 469                         | 555                         | 504                         | 337                         | 365                         | 477                         | 388                         | 332                         | 292                         | 258                         | 223                         |

Напомена: Од 1857. до 1961. исказивано под именом Куна.

### Попис1991.
На попису становништва 1991. године, насељено место Куна Пељешка је имало 292 становника, следећег националног састава:
| Попис 1991.‍ | Попис 1991.‍ | Попис 1991.‍ | Попис 1991.‍ | Попис 1991.‍ |
| ----------- | ----------- | ----------- | ----------- | ----------- |
|             |             |             |             |             |
| Хрвати      | Хрвати      |             | 284         | 97,26%      |
| Срби        | Срби        |             | 2           | 0,68%       |
| Муслимани   | Муслимани   |             | 1           | 0,34%       |
| непознато   | непознато   |             | 5           | 1,71%       |
| укупно: 292 |             |             |             |             |